# Birklinger Hof (Dettelbach)

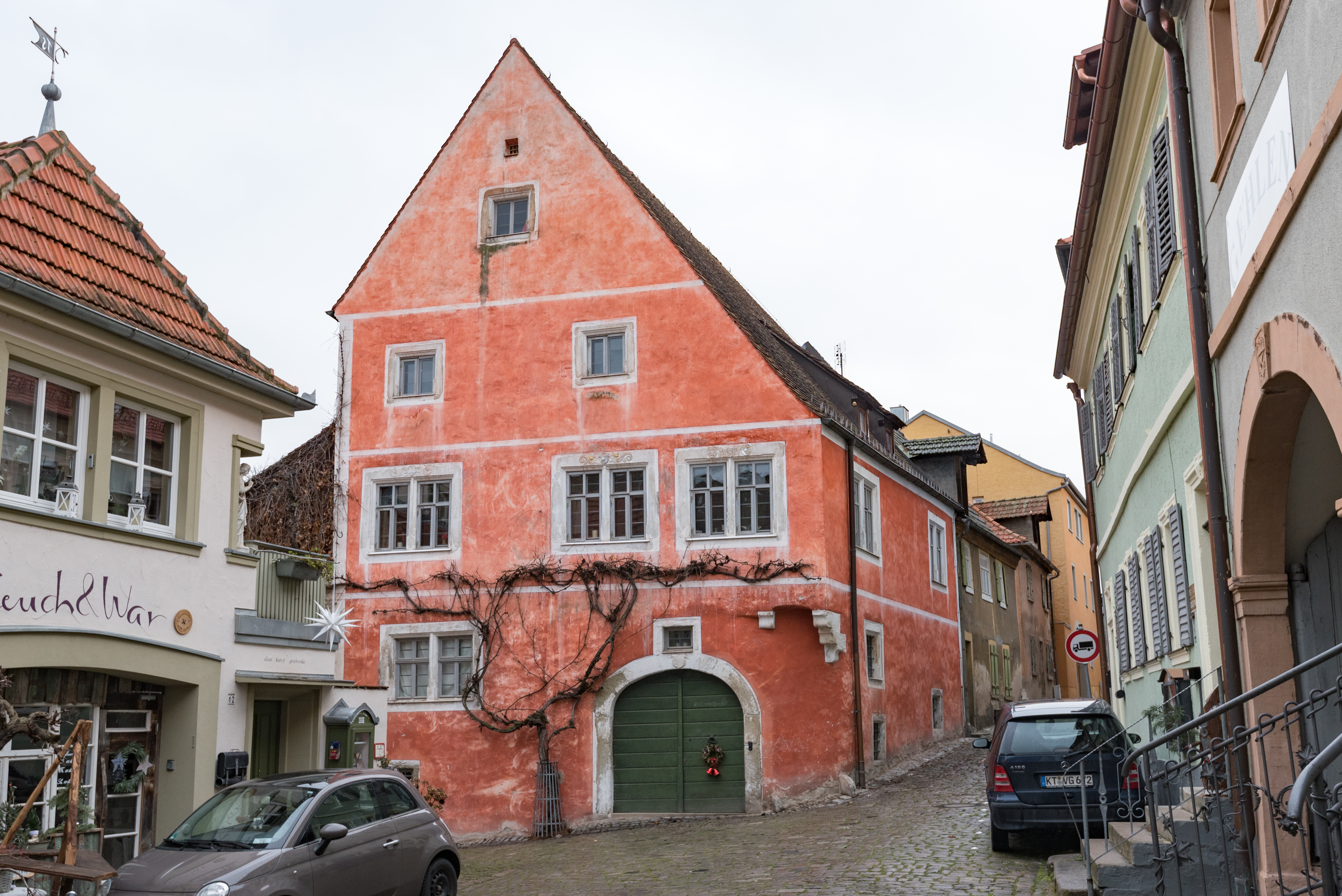
Der Birklinger Hof in der nach ihm benannten Gasse

Der Birklinger Hof (Adresse Birklinger Hof 8, früher Hausnummer 125) ist ein ehemaliger Zehnthof des Klosters Birklingen in der östlichen Altstadt des unterfränkischen Dettelbach. 

## Geschichte
Der Verwaltungsbau des Augustiner-Chorherrenklosters Birklingen in Dettelbach kann als eine der ältesten Baulichkeiten in der Stadt bezeichnet werden. Das Kloster, das 1459 aufgrund einer Wundererscheinung im Steigerwald nahe Iphofen gegründet worden war, erwarb im Jahr 1506 den dritten Teil des Zehnten in der Dettelbacher Gemarkung von der Benediktinerabtei Münsterschwarzach für 7000 Gulden. Kurze Zeit später, wohl um 1520, entstand der heutige Bau, um hier die Naturalabgaben der Untertanen sammeln und an die Mönche verteilen zu können.
Im Deutschen Bauernkrieg wurde das Kloster jedoch 1525 zerstört. Zeitweise lebte der Konvent deshalb in Iphofen. Der Krieg zerstörte aber das monastische Leben in Birklingen endgültig. Der Dettelbacher Klosterhof wechselte daraufhin den Besitzer und wurde an einen Privatmann verkauft. Dieser errichtete im Jahr 1550 das markante Obergeschoss des Baus, wodurch der Hof sein heutiges Erscheinungsbild erhielt. Später erwarb die Stadt Dettelbach den Hof und ordnete ihn einem ihrer Lehenshöfe, dem sogenannten Guten Lehen, zu. Im Jahr 1599 besaß der Bauer Tobias Teilheim den Hof und die zugeordneten Felder.
In der Folgezeit wechselten die Besitzer des Hofes häufig. Teilheim verkaufte das Anwesen während des Dreißigjährigen Krieges für 800 Gulden an das Spital der Stadt Dettelbach. Bereits 1644 hatte Johann Aichmann, ein Privatmann, die Baulichkeiten inne. Er hatte sie dem Spital für nur noch 400 Gulden abgekauft. Unbelegt ist, ob der Hof zeitweise auch als Zehntkeller des Hochstifts Würzburg genutzt wurde. Der Hof wurde bis etwa 1965 als landwirtschaftliches Anwesen genutzt. Nach langjährigem Leerstand renovierten 1984 die neuen Besitzer die Baulichkeiten.

## Beschreibung

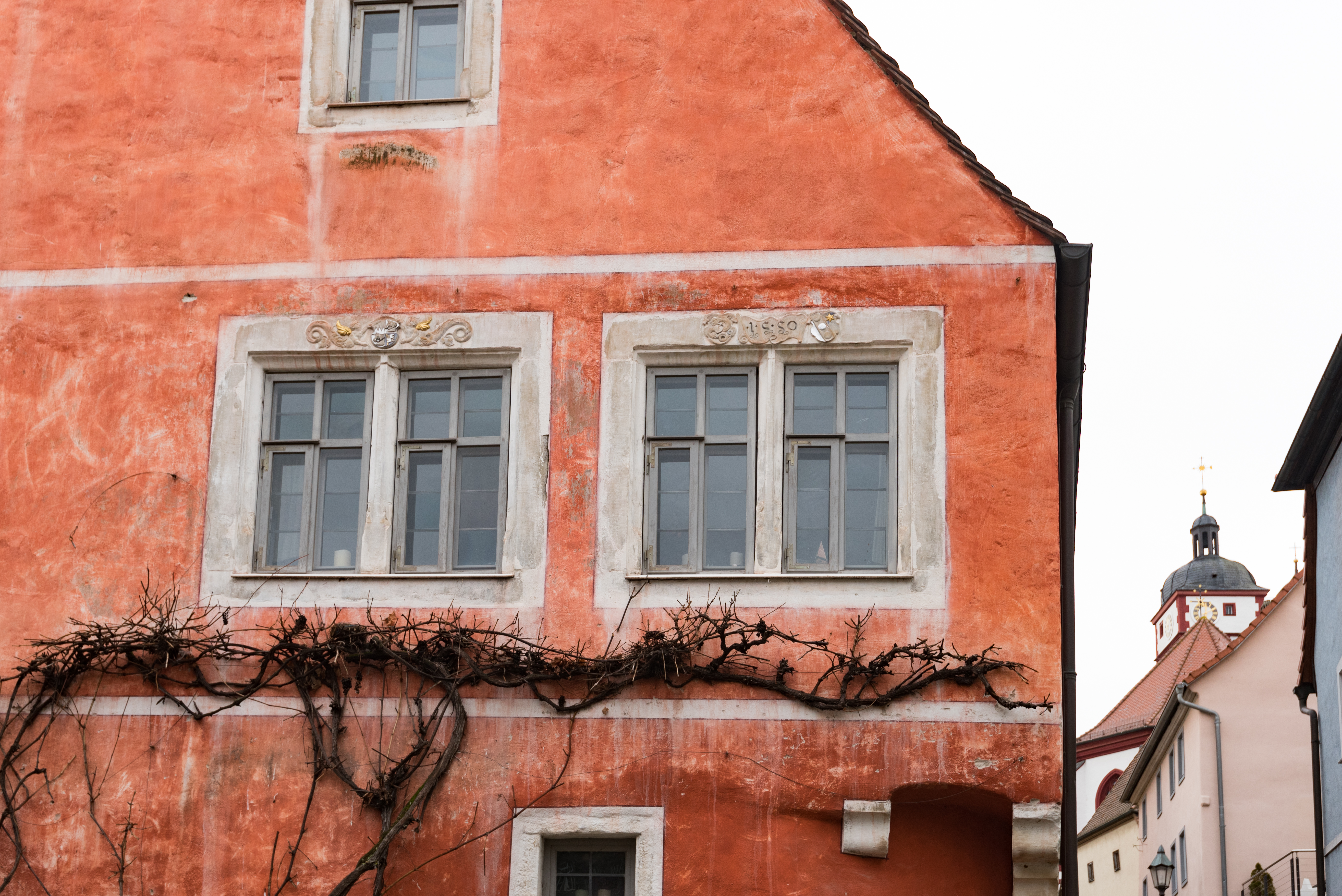
Das Obergeschoss des Hofes mit den Wappenverzierungen

Der ehemalige Birklinger Hof wird vom Bayerischen Landesamt für Denkmalpflege als Baudenkmal eingeordnet. Untertägige Reste von Vorgängerbauten sind als Bodendenkmal vermerkt. Daneben ist er Teil des denkmalgeschützten Ensembles Altstadt Dettelbach. Das Haus präsentiert sich als zweigeschossiger Massivbau und schließt mit einem Satteldach ab. Damit ist es einer der ältesten Steinbauten Mainfrankens, lediglich entlang der südlichen Traufseite ist ein Fachwerkabschnitt zu finden.
Das Haus besitzt einen schiefeckigen Grundriss und bildet mit seiner Höhe von 18 m den markanten Abschluss eines kleinen Platzraumes, zu dem es giebelständig ausgerichtet wurde. Das Anwesen wird durch ein giebelseitig angebrachtes Rundbogentor erschlossen. Hier war ursprünglich die Kelterhalle als Saal untergebracht. Der Raum ist aus verputztem Bruchstein gemauert. Das erste Obergeschoss aus der Zeit um 1550 ragt oberhalb einer dreifach gekehlten Steinkonsole auf. An der Nordostecke kragt das Obergeschoss leicht nach vorne.
Die Durchfensterung des Obergeschosses macht die Baugeschichte deutlich. Während das rechte Doppelfenster mit seinen schmalen Fensterflügeln mit der Jahreszahl 1550 datiert wurde, weisen die beiden anderen Fenster der Giebelseite jeweils einen Wappenstein auf (unter anderem das Wappen des Würzburger Bischofs Melchior Zobel von Giebelstadt). Sie sind mit Renaissanceornamenten verziert und wohl der Errichtungszeit um 1520 zuzuordnen. Der Anbau erfolgte an der Südseite, wodurch auch das asymmetrische Dach zu erklären ist. Die beiden Dachgeschosse besitzen lediglich quadratische Fenster. Ursprünglich war ein Aufzugsbalken unterhalb des Giebels angebracht.
Die Traufseite präsentiert sich wesentlich schlichter als ihr Pendant unterhalb des Giebels. Das Erdgeschoss ist gemauert, lediglich die zwei aufgestockten Obergeschosse an der Südseite weisen verputztes Fachwerk auf. Die nicht sichtbaren Fachwerkelemente besitzen rein konstruktiven Charakter. Es handelt sich um sieben Ständer mit geschosshohen Streben, die nur an jeweils einer Stelle verzapft wurden. Die Obergeschosse an der Traufseite besitzen holzgerahmte Fenster ohne Profil.